# Mark Lidzbarski
Mark Lidzbarski (eigentlich Abraham Mordechai Lidzbarski; geboren 7. Januar 1868 in Plock, Weichselland, Russisches Kaiserreich; gestorben 13. November 1928 in Göttingen) war ein deutscher Semitist und Epigraphiker.

## Leben
Lidzbarski wurde 1868 im russisch beherrschten Teil Polens als Sohn eines Kaufmanns in eine chassidische (orthodox-jüdische) Familie geboren. Er sprach zunächst Polnisch (durch seine Amme) und Jiddisch und erhielt eine religiöse Ausbildung in Bibel- und Talmudkunde. Mit 14 Jahren verließ er sein Elternhaus, um in Posen (damals zu Preußen) das evangelische Friedrich-Wilhelms-Gymnasium zu besuchen. Anschließend studierte Lidzbarski von 1889 bis 1892 Semitische Philologie in Berlin. Dort trat er zum evangelischen Christentum über und änderte seinen Vornamen in „Mark“. 
Er wurde 1893 in Berlin bei Eduard Sachau und Eberhard Schrader mit einer Arbeit über die sogenannten Prophetenlegenden (Qisas al-anbiyāʾ) in der arabischen Überlieferung zum Dr. phil. promoviert. Auf Grundlage seiner mehrbändigen Übersetzung und Kommentierung der Geschichten und Lieder aus den von Sachau in Syrien und Mesopotamien gesammelten neuaramäischen Handschriften und mehreren Aufsätzen habilitierte sich Lidzbarski im Februar 1896 an der Universität Kiel für Orientalische Philologie. Seine Antrittsvorlesung als Privatdozent hielt er über „Das Himjarenreich in der arabischen Literatur“. 
Als Nachfolger von Wilhelm Ahlwardt wurde Lidzbarski 1907 als ordentlicher Professor an die Universität Greifswald berufen. Ab 1917 war er Professor in Göttingen als Nachfolger von Enno Littmann. Ab 1912 war er korrespondierendes und ab 1918 ordentliches Mitglied der Göttinger Akademie der Wissenschaften.
Die Deutsche Morgenländische Gesellschaft (DMG) stiftete die nach ihm benannte Lidzbarski-Medaille zur Auszeichnung an Semitisten in Würdigung ihres Lebenswerkes; früher wurde sie auch für Preisarbeiten vergeben.

„In Berlin, Kiel, Greifswald und Göttingen hat Lidzbarski Werke von bleibender Bedeutung geschaffen. Auf drei Gebieten der Wissenschaft vom Vorderen Orient war er tätig, der neuaramäischen Dialektkunde, der semitischen Epigraphik und der mandäischen Philologie; und auf den beiden letzteren Gebieten war er anerkannte Autorität.“

## Werke (Auswahl)
- Wer ist Chadhir? In: Zeitschrift für Assyriologie. 7 (1892), S. 104–116.
- Einige Bemerkungen zu Stumme’s Tunisischen Märchen. In: ZDMG. 48 (1894), S. 666–670.
- Zum weisen Achikar. In: ZDMG. 48 (1894), S. 671–675.
- Geschichten und Lieder aus den neu-aramäischen Handschriften der Königlichen Bibliothek zu Berlin, Weimar. Emil Felber 1896 (= Beiträge zur Volks- und Völkerkunde IV)
- Eine angeblich neuentdeckte Rezension von 1001 Nacht. In: ZDMG. 50 (1896), S. 152.
- Ein Exposé der Jesiden. In: ZDMG. 51 (1897), S. 592–604.
- Handbuch der nordsemitischen Epigraphik nebst ausgewählten Inschriften. I. Teil: Text. Weimar 1898 (Nachdruck: Georg Olms, Hildesheim 1962)
- Handbuch der nordsemitischen Epigraphik nebst ausgewählten Inschriften. II. Teil: Tafeln. Weimar 1898 (Nachdruck: Georg Olms, Hildesheim 1962)
- Ephemeris für semitische Epigraphik. erster Band: 1900-1902 J. Ricker’sche Verlagsbuchhandlung, Gießen 1902.
- Altsemitische Texte. erstes Heft: Kanaanäische Inschriften (Moabitisch, Althebräisch, Phönizisch, Punisch). Alfred Töpelmann, Gießen 1907.
- Das mandäische Seelenbuch. In: ZDMG. 61 (1907), S. 689–698.
- Ephemeris für semitische Epigraphik. zweiter Band: 1903-1907. Alfred Töpelmann, Gießen 1908.
- Sabäisch „Orakel“. In: ZDMG. 67 (1913), S. 182.
- Das Johannesbuch der Mandäer. Einleitung, Übersetzung, Kommentar. Alfred Töpelmann, Gießen 1915.
- Ubi sunt qui ante nos in mundo fuere. In: Der Islam. 8 (1918), S. 300.
- Ein Desideratum. In: Der Islam. 8 (1918), S. 300–301.
- Zu arabisch fahhar. In: ZDMG. 72 (1918), S. 189–192.
- Mandäische Liturgien. Mitgeteilt, übersetzt und erklärt. Berlin 1920 (= Abhandlungen d. königl. Ges. d. Wiss. zu Göttingen, phil.-hist. Kl. NF XVII, 1)
- Altaramäische Urkunden aus Assur. J.C. Hinrichs’sche Buchhandlung, Leipzig 1921 (Ausgrabungen der Deutschen Orient-Gesellschaft in Assur, E: Inschriften V) (Nachdruck: Otto Zeller, Osnabrück 1970)
- Salam und Islam. In: Zeitschrift für Semitistik und verwandte Gebiete. 1 (1922), S. 85–96.
- Ginza. Der Schatz oder Das große Buch der Mandäer. Vandenhoeck & Ruprecht, Göttingen und J.C. Hinrichs’sche Buchhandlung, Leipzig 1925; archive.org.